# خواستن: یک اعتیاد
خواستن: یک اعتیاد (به هندی: Chaahat – Ek Nasha) فیلمی محصول سال ۲۰۰۵ و به کارگردانی جای پراکاش است. در این فیلم بازیگرانی همچون مانیشا کویرالا، شاراد کاپور، آرین وحید، پریتی جانگیانی، گویند نامدو، سایاجی شینده و بریجیش تیواری ایفای نقش کرده‌اند.